# Micropanchax pelagicus
Micropanchax pelagicus é uma espécie de peixe da família Poeciliidae.
Pode ser encontrada nos seguintes países: República Democrática do Congo e Uganda.
Os seus habitats naturais são: lagos de água doce.